# آنت (فیلم ۲۰۲۱)
آنت (به انگلیسی: Annette) یک فیلم سینمایی فرانسوی-آلمانی موزیکال محصول سال ۲۰۲۱ به کارگردانی لئوس کاراکس (در اولین کار انگلیسی زبان) با بازی آدام درایور و ماریون کوتیار است.
فیلم آنت در ۷ ژوئیه ۲۰۲۱ در فرانسه اکران شد. همچنین این فیلم در افتتاحیه جشنواره فیلم کن ۲۰۲۱ بود. این فیلم توانست در همین جشنواره جایزه بهترین کارگردانی را کسب کند.

## داستان
این فیلم داستان یک استندآپ کمدین موفق (آدام درایور) و همسرش سوپرانوی مشهور جهان (ماریون کوتیار) است. زندگی پر زرق و برق آنها با تولد دخترش آنت، چرخشی غیرمنتظره می‌گیرد.

## بازیگران
- آدام درایور در نقش هنری مک هنری
- ماریون کوتیار در نقش آن دفراسنو
- سایمون هلبرگ در نقش رهبر ارکستر
- آنجل
- راسل میل

## تولید
فیلمبرداری در اوت ۲۰۱۹ آغاز شد. فیلمبرداری در لس آنجلس، بروکسل و بروخه و همچنین مکانهای مختلف در آلمان از جمله مونستر، کلن و بن انجام شد. تولید در نوامبر ۲۰۱۹ به پایان رسید. در ژانویه سال ۲۰۲۰، مشخص شد که خواننده بلژیکی آنجل در یک نقش نامعلوم انتخاب شد.